# Курбанов, Аслан Юрьевич
Аслан Юрьевич Курбанов (17 октября 1991, c. Касумкент, Сулейман-Стальский район, Дагестан, Россия) — российский самбист, чемпион и призёр чемпионатов России по самбо, чемпион всемирных игр боевых искусств 2023, неоднократный чемпион мира и Европы по универсальному бою. Мастер спорта России по самбо. Мастер спорта России международного класса по универсальному бою.

## Спортивная карьера
В марте 2017 года завоевал бронзовую медаль чемпионата России в Екатеринбурге. В ноябре 2017 года в городе Медынь Калужской области стал трёхкратным чемпионом мира по универсальному бою. 2 марта 2023 года в финале чемпионата России по самбо в Перми одолел Сергея Кирюхина, и стал победителем турнира.

## Спортивные результаты
- Кубок России по самбо 2015 — ;
- Чемпионат России по самбо 2017 — ;
- Кубок России по самбо 2017 — ;
- Чемпионат России по самбо 2020 — 5;
- Кубок России по самбо 2020 — 5;
- Чемпионат России по самбо 2021 — 5;
- Кубок России по самбо 2021 — ;
- Чемпионат России по самбо 2022 — ;
- Самбо на Всероссийской спартакиаде 2022 — ;
- Чемпионат России по самбо 2023 — ;
- Кубок России по самбо 2024 — ;

## Личная жизнь
Окончил Владимирский юридический институт Федеральной службы исполнения наказаний.